# Taylorsville (Mississippi)
Taylorsville è una città (town) degli Stati Uniti d'America, situata nella contea di Smith, nello Stato del Mississippi.